# Сенеционин
Сенеционин — пирролизидиновый алкалоид, выделенный из многих видов растений рода крестовник (Senecio). В 1895 году он был открыт Гранвалем и Лажу в крестовнике обыкновенном (Senecio vulgaris). В 1949 году сенеционин был выделен Р. А. Коноваловой из кавказского вида Senecio condollianus[уточнить] и Адамсом из Senecio cineraria.
Образует хорошо кристаллизующиеся соли (нитрат, пикрат, хлораурат, иодметилат). Гидролизуется при нагревании со спиртовой щелочью с образованием ретронецина и транс-сенециониновой кислоты.

## Токсичность
Как и другие пирролизидиновые алкалоиды, сенеционин токсичен при приеме внутрь. Проглоченная молекула представляет собой протоксин, который метаболизируется до своей активной формы. Его потребление может привести к повреждению печени, раку и пирролизидиновому алкалоидозу. Из-за этого потребление производящих его растений приводило к отравлениям как у людей, так и у животных. 
По состоянию на 2021 год, сенеционин включен Европейским агентством по безопасности продуктов питания (EFSA) в список токсичных алкалодидов, которые необходимо контролировать в продуктах питания. 

### Повреждение ДНК
Прием внутрь сенеционина может вызывать повреждение ДНК. Хотя случаев рака у человека, непосредственно связанных с интоксикацией сенеционином, практически нет, исследования на грызунах показали, что он способен вызывать образование опухолей в печени, легких, коже, головном мозге, спинном мозге, поджелудочной железе и желудочно-кишечном тракте. 